# La Chaux (Doubs)
 La Chaux  es una comuna y población de Francia, en la región de Franco Condado, departamento de Doubs, en el distrito de Pontarlier y cantón de Montbenoît.
Su población en el censo de 2010 era de 424 habitantes.
Está integrada en la Communauté de communes du Canton de Montbenoît .

## Demografía
| 381 | 380 | 339 | 348 | 351 | 376 | 424 |
| Para los censos de 1962 a 1999 la población legal corresponde a la población sin duplicidades (Fuente: INSEE [Consultar]) |     |     |     |     |     |     |